# セントビンセント島
セントビンセント島（セントビンセントとう、Saint Vincent）は、カリブ海のウィンドワード諸島にある肥沃な火山島。セントビンセント・グレナディーン領。

## 概要
面積は344km2、人口約10万人。最高峰は標高1,234mのスフリエール山。南のグレナディーン諸島と共に独立国家セントビンセント・グレナディーンを構成する。最大の都市は同国の首都でもあるキングスタウン。島の東沿岸部はウィンドワード（Windward、風上の意味）、西沿岸部はリーワード（Leeward、風下）と呼ぶ。
映画『パイレーツ・オブ・カリビアン』はセントビンセント島で撮影された。
セントビンセント島の海岸は黒色の浜辺がほとんどで、良質の海綿の産地である。ほかにバナナ、コプラ、ココア、砂糖、香水、アロールートを産出する。

## 歴史
1498年1月22日にコロンブスが望見し、発見した日がサラゴサのヴィセンテの祝祭日であったため、「聖ヴィセンテの島 (Isla de San Vicente)」と名付けた。のちにスペイン人は上陸したが定住に失敗し、撤退した。1627年7月2日にイギリスが領有を宣言するも、先にフランス人が入植し、バローアリーを建設した。1763年のパリ条約でイギリスの植民地として確定するも、1779年6月16日にフランスが占領。1783年のパリ条約で再度イギリス領となり、ウィンドワード諸島植民地へ編入された。短命に終わった西インド連邦を経て、1969年10月27日に自治領となる。1979年10月27日にグレナディーン諸島と共にセントビンセント・グレナディーンとして、英連邦王国の一国として独立した。首都はセントビンセント島のキングスタウンに置かれた。
西インド諸島で最初にパンノキを持ち込まれた島として知られる。1789年、太平洋上で、西インド諸島の奴隷達のための安い食料としてパンノキを手に入れた後、バウンティ号の反乱が起きた。反乱者達は隠れ家として南太平洋にある無人の孤島、ピトケアン島に住み着いた。反乱の後、1792年に153本のパンノキがセントビンセント島とジャマイカに持ち込まれた。
1902年5月7日、スフリエール山が噴火して火砕流が発生し、1680人が死亡している（その翌日には島の北に位置するマルティニークのプレー山が三万人の命を奪う大噴火を起こしている）。
2021年4月9日、スフリエール火山が1979年4月以来となる噴火活動を開始。島内は火山灰に覆われ、停電状態が続いた。

## 行政区画

グレナディーン教区以外を赤色に着色した地図

同国は連邦制ではないため、セントビンセント島は独自の政府を持っていない。島は5つの行政教区（Parish）に分割される。国勢調査はこれとは別の区画が設定されており、合計11の区から成る。
- シャーロット教区
- セント・アンドリュー教区
- セント・デイヴィッド教区
- セント・ジョージ教区
- セント・パトリック教区

なおセント・ジョージ教区にが管轄するヤング島は、地理的区分ではグレナディーン諸島に含まれる。

## 主な都市
人口は島南部に集中しており、国勢調査区域のキングスタウン、キングスタウン郊外、カリアクアの3区には島全体の半数が居住している。北部に近づくほど人口は希薄になる。島のほとんどの都市は沿岸部に位置しており、以下に挙げた主要な都市もすべてカリブ海に面している。
- バルワイイー
- カリアクア（英語版）
- カムデン・パーク
- シャトーブレール
- ファンシー（英語版）（島北端の都市）
- ジョージタウン
- キングスタウン

## 交通
幹線道路として、キングスタウンを起点とし沿岸部を通り島の北端へ向かうウィンドワード・ハイウェイ、リーワード・ハイウェイがある。ただしリーワード・ハイウェイは島北西部のスフリエール山近辺（セント・デイヴィッド教区）で寸断されており、島を一周することはできない。
鉄道はない。空港は島南部にアーガイル国際空港が所在する。